# John Berger
John Berger (teljes nevén John Peter Berger) (London, 1926. november 5. – Antony, Hauts-de-Seine, 2017. január 2.) angol regényíró, költő, műkritikus, festő.
A szokatlan című regényével, a G.-vel elnyerte az 1972-es Booker-díjat.
Műveiben sok érdekes magyar vonatkozás lelhető fel. Korunk festője című regényének főhőse emigráns magyar festőművész.
Az 1970-es években három forgatókönyvet írt Alain Tanner svájci filmrendező számára, amelyekből nagysikerű filmek születtek.
Költészete, műkritikusi munkássága elsősorban angol nyelvterületen ismert és elismert. Külföldi folyóiratokban megjelent cikkeinek egy része a Valóságban olvasható magyarul, de más magyar folyóiratokban is jelentek meg esszéi, elbeszélései.

## Életének korai szakasza
Az oxfordi St. Edward Iskolába járt.
Apja, S. J. D. Berger katonatiszt, az első világháborúban a nyugati fronton szolgált, és több magas katonai kitüntetést kapott. Berger is szolgált a brit hadseregben 1944 és 1946 között.
Leszerelése után beiratkozott a Chelsea-i Művészeti Iskolába, majd a londoni Központi Művészeti Iskola (Central School of Art in London) hallgatója volt.

## Életpályája
Pályafutását eredetileg festőművészként kezdte. Számos neves londoni galéria állította ki a képeit már az 1940-es években is. Festőművészi pályafutását később sem szakította meg.
Rajzot tanított 1948 és 1955 között, s eközben lett műkritikus, jelentetett meg számos esszét és kritikát a New Statesman című hetilapban. Marxista szemléletű humanizmusa és egyéni, határozott kijelentései, véleménye a modern művészetről némileg ellentmondásosan megítélt személyiséggé tették karrierje elején. Első, Permanent Red (1960) című esszékötetében amellett foglalt állást, hogy amíg a Szovjetunió nem éri el az Egyesült Államok nukleáris haderejének szintjét, addig az Egyesült Államoknak önkorlátozást kellene alkalmazni. Későbbi hozzáállása a szovjet államhoz jóval kritikusabb lett.
1958-ban jelent meg első regénye, a Korunk festője (A Painter of Our Time), amely egy Londonban élő emigráns magyar festőművész, Lavin János történetét meséli el napló formájában olyan hitelesen, hogy sok olvasója létező személynek hitte.
A Korunk festője után született két regényének (The Foot of Clive és Corker's Freedom) témája az elidegenedett és melankolikus brit városi élet.
Berger ekkorra végképp megcsömörlött az angliai élettől, és 1962-ben Franciaországban telepedett le.
1972-ben A mű, és ahogy látjuk (Ways of Seeing, rendező: Mike Dibb, BBC) című művészettörténeti tévésorozata nyomán megjelentette annak anyagát könyv formájában is (magyarul: Mindennapi képeink, 1990). A mű részben Walter Benjamin A műalkotás a technikai reprodukálhatóság korában c. esszéje nyomán született.
Berger pikareszk jellegű kísérleti regénye, a G. 1972-ben jelent meg. A regény modern, 1898-ban játszódó feldolgozása Don Giovanni, azaz Don Juan történetének. (Innen a főhős keresztneve és monogramja a regény címében.) A regénnyel elnyerte a James Tait Black Emlékdíjat és az 1972-es Booker-díjat. Berger fő politikai elgondolásának megfelelően a Booker-díj pénzdíjának felét a Nagy-Britanniában működő Fekete Párduc Pártnak adományozta, másik felével támogatta a bevándorló munkavállalók tanulmányait. 
Az 1970-es években a svájci rendezővel, Alain Tannerrel több filmet készített. Forgatókönyvírója, illetve társszerzője lett olyan nagysikerű filmeknek, mint A szalamandra (1971), A világ közepe (1974) és a Jónás, aki 2000-ben lesz 25 éves (1976).

## Róla illetve műveiről magyarul
Portréfilmek:
- John Berger
- Bestseller, Lévai Balázs riportfilmsorozata (riporter: Lévai Balázs)
- Az elbeszélő: John Berger (svéd film, 1992?, riporter: Lena Birgersdotter (Menszátor Magdolna), 46 perc)[2]

Műveiről:
- Báti László: Angol regény a polgárság hanyatlásáról (John Berger: G.), Nagyvilág, 1974. május (XIX. évfolyam 5. szám) Könyvekről című rovat
- Bart István: John Berger két könyvéről, Nagyvilág, 1982. március (XXVII. évfolyam 3. szám) Olvasónapló című rovat

## Munkái

### Regények
- Korunk festője (A Painter of Our Time, 1958), (Modern könyvtár) Európa Könyvkiadó, 1983, ISBN 963-07-2813-3, fordította: Lugosi László
- The Foot of Clive (1962)
- Corker's Freedom (1964)
- G. (G., 1972), Európa Könyvkiadó, 1976, 1982, ISBN 963-07-0541-9, ISBN 963-07-2335-2, fordította: András T. László
- Into Their Labours trilógia (1991): Pig Earth (1979), Once in Europa (1987), Lilac and Flag (1990)
- To the Wedding (1995)
- Photocopies (1996)
- King: A Street Story (1999)

### Elbeszélések
- One Bear a Caught in a Story – Contemporary Fairytales and Fables című kötetből (1996)

### Kritika
- A Question of Geography (Nella Bielskival) (1987)
- Les Trois Chaleurs (1985)
- Boris (1983)
- Goya's Last Portrait (Nella Bielskival) (1989)

### Forgatókönyvek
- Une ville à Chandigarh (A City at Chandigarh), 1966
- A szalamandra (La Salamandre, The Salamander, Alain Tannerrel), 1971
- A világ közepe (Le Milieu du monde, The Middle of the World, Alain Tannerrel), 1974
- Jónás, aki 2000-ben lesz 25 éves (Jonas qui aura 25 ans en l'an 2000, Jonah who will be 25 in the year 2000, Alain Tannerrel), 1976
- Play Me Something (Timothy Neattel), 1989

### Ismeretterjesztő filmek
- A mű, és ahogy látjuk (Ways of Seeing, négy részes brit művészettörténeti televíziós sorozat, 1972, rendezte: Mike Dibb)[3]

### Versek
- Pages of the Wound (1994)
- Le louche et autres poèmes (fiával, Yves Bergerrel) (2012)
- Collected Poems (2014)

### Magyarul is megjelent művészettörténeti munkái
- Mindennapi képeink[4] (Ways of Seeing, 1972), Corvina Kiadó, Budapest, 1990, ISBN 963-13-2771-X, fordította: Berger András
- Picasso és az erogén zóna (tanulmány, 1992), fordította: Kúnos László, Magyar Lettre Internationale 1992. nyár, Európai kulturális folyóirat – 5. szám
- Albrecht Dürer akvarelljei és rajzai, Benedikt Taschen (Köln) és Vince Kiadó (Budapest) közös kiadásában, 2005, ISBN 3-8228-4062-9, fordította: Falvay Dóra

### Egyéb
- Marcel Frishman (George Bessonnal) (1958)
- Permanent Red (1960) (az Amerikai Egyesült Államokban: Toward Reality: Essays in Seeing, 1962)
- The Success and Failure of Picasso (1965) (A magyarul Picasso és az erogén zóna címmel 1992-ben megjelent tanulmány?? Ld. fentebb)
- A Fortunate Man (Jean Mohrral) (1967)
- Fernand Léger (Heinz Lüdeckével) (1967)
- Art and Revolution: Ernst Neizvestny And the Role of the Artist in the U.S.S.R. (1969)
- The Moment of Cubism and Other Essays (1969)
- The Look of Things: Selected Essays and Articles (1972)
- A Seventh Man (Jean Mohrral) (1975)
- About Looking (1980)
- Another Way of Telling (Jean Mohrral) (1982)
- And Our Faces, My Heart, Brief as Photos (1984)
- The White Bird (amerikai címe: The Sense of Sight) (1985)
- Keeping a Rendezvous (1992)
- Titian: Nymph and Shepherd (lányával, Katya Bergerrel) (1996)
- Isabelle: A Story in Shorts (Nella Bielskivel) (1998)
- At the Edge of the World (Jean Mohrral) (1999)
- Selected Essays (Geoff Dyer, szerk.) (2001)
- The Shape of a Pocket (2001)
- I Send You This Cadmium Red: A Correspondence with John Christie (John Christie-vel) (2001)
- My Beautiful (Marc Trivier-vel) (2004)
- Berger on Drawing (2005)
- Here is Where We Meet (2005)
- Hold Everything Dear (2007)
- From A to X (2008)
- Meanwhile (2008)
- Why Look at Animals? (2009)
- From I to J (Isabel Coixet-val) (2009)
- Lying Down to Sleep (lányával, Katya Bergerrel) (2010)
- Railtracks (Anne Michaelsszel) (2011)
- Bento's Sketchbook (2011)
- Cataract (Selçuk Demirellel) (2012)
- Flying Skirts: An Elegy (fiával, Yves Bergerrel) (2014)
- Portraits: John Berger on Artists (Tom Overton, szerk.) (2015) http://www.versobooks.com/books/2005-portraits Archiválva 2015. október 22-i dátummal a Wayback Machine-ben

## Magyarul
- G.; ford. András T. László; Európa, Bp., 1976
- Korunk festője Regény; ford. Lugosi László, utószó Bart István; Európa, Bp., 1983 (Modern könyvtár)
- Mindennapi képeink; ford. Berger András; Corvina, Bp., 1990
- Albrecht Dürer akvarelljei és rajzai. John Berger esszéjével; ford. Falvay Dóra; Taschen–Vince, Köln–Bp., 2005

### Novellák
- G. találkozik apjával és a forradalommal, fordította András T. László, Nagyvilág, 1974. szeptember (XIX. évfolyam 9. szám)
- A pénz értéke (Elbeszélés), fordította Bart István, Nagyvilág, 1982. március (XXVII. évfolyam 3. szám)
- Hol vagyunk?, fordította Fázsy Anikó, Nagyvilág, 2003. január-február (XLVIII. évfolyam 1-2. szám)
- Tíz sürgöny a hely jelentéséről, fordította Fázsy Anikó, 2005. december (L. évfolyam 12. szám)

### Rövidebb írásai aValóságban
- Permanent Red (Szemelvény), Valóság, 1964. április (VII. évfolyam 4. szám) a Könyvekről című rovatában

### A ValóságKülföldi folyóiratokbólcímű rovatában megjelent cikkei:
- Nincsen többé portré, 1967. november (X. évfolyam 11. szám)
- Az erdőből jött szobrász, 1968. március (XI. évfolyam 3. szám)
- A fényképet érteni kell, 1969. január (XII. évfolyam 1. szám)
- Ez még nem is legrosszabb..., 1972. június (XV. évfolyam 6. szám)
- Manhattan,[5] Valóság, 1975. április (XVIII. évfolyam 4. szám)
- Az utolsó közönség, 1975. november (XVIII. évfolyam 11. szám)
- A rajzolás metamorfózisáról, 1977. január (XX. évfolyam 1. szám)
- Márquez türelmes elnézése, 1977. július (XX. évfolyam 7. szám)
- Parasztok és a haladás, 1978. március (XXI. évfolyam 3. szám)
- Török parasztok kérdései, 1979. március (XXII. évfolyam 3. szám)
- A szerelem ábécéje, 1981. október (XXIV. évfolyam 10. szám)
- Hirosima – a gonoszság portréja, 1981. december (XXIV. évfolyam 12. szám)
- A festészet helye, 1983. március (XXVI. évfolyam 3. szám)
- Utazás a Pradóba, 1991. január (XXXIV. évfolyam 1. szám)
- Mi a film, 1991. szeptember (XXXIV. évfolyam 9. szám)

### Egyéb
- Miért nézzük meg az állatokat?, Jel-kép,[6] 1990/2.
- Picasso és az erogén zóna, Magyar Lettre Internationale, 1992. nyár, Európai kulturális folyóirat – 5. szám

## Díjak
- 1972 Booker-díj
- 1991 Petrarca-díj
- 2009 Golden PEN-díj
- 2011 Groeneveld Alapítvány díja

## Fordítás
- Ez a szócikk részben vagy egészben  a   John Berger című angol Wikipédia-szócikk ezen változatának fordításán alapul.  Az eredeti cikk szerkesztőit annak laptörténete sorolja fel. Ez a jelzés csupán a megfogalmazás eredetét és a szerzői jogokat jelzi, nem szolgál a cikkben szereplő információk forrásmegjelöléseként.